# Gusuku
Gusuku è una parola che nella lingua di Okinawa significa castello o fortezza. Esso è scritto con il kanji che rappresenta il castello, 城, che nella lingua giapponese si pronuncia shiro.
Molti gusuku che si trovano nell'arcipelago delle isole Ryūkyū sono stati inseriti nel 2000 nell'elenco dei Patrimoni dell'umanità dell'UNESCO, fra cui:
- Castello Nakijin
- Castello Zakimi
- Castello Katsuren
- Castello Naka
- Castello di Shuri